# Aránguiz
Aránguiz (en euskera y oficialmente Arangiz) es un concejo del municipio de Vitoria, perteneciente a la Cuadrilla de Vitoria, en la provincia de Álava, País Vasco (España).

## Toponimia
Aparece escrito como Arangiz en 1025 en la Reja de San Millán.También adopta las denominaciones Aranguiz (1257), Daranguiz y Araguiz (1376), Aránguiz (1940), Aránguiz / Arangiz (2005), entre otras.

## Geografía física
Está situado 5 km al noroeste de la ciudad de Vitoria, cerca del nudo de carreteras donde confluyen la autovía A-1 (Madrid-Irún) y la autovía que une Bilbao con Vitoria.
| Noroeste: Foronda        | Norte: Mendiguren  |                   |
| Oeste: Antezana de Álava |                    | Este: Durana      |
| Suroeste: Lopidana       | Sur: Yurre (Álava) | Sureste: Abechuco |

## Historia
Formó parte de la Hermandad de Badayoz y, posteriormente, al señorío del Duque del Infantado. Más tarde fue una de las localidades que integraron el municipio de Foronda, del cual formó parte hasta que este fue absorbido por el de Vitoria en la década de 1970. Al noroeste del pueblo están las pistas del aeropuerto de Foronda. En cierta manera el pueblo queda encajonado entre las pistas del aeropuerto y las autovías que lo circundan.

## Demografía
En 2018 Aránguiz cuenta con una población de 100 habitantes según el Padrón Municipal de habitantes del Ayuntamiento de Vitoria.
| Gráfica de evolución demográfica de Aránguiz entre 2000 y 2017 |
|                                                                |
| Población de derecho según los censos de población del INE.    |

## Cultura

### Patrimonio material
- Iglesia de San Pedro Apóstol, que combina elementos góticos con algunos románicos. Los retablos son barrocos, datando del siglo XVIII. El de la Trinidad fue capilla de los Zárate, cuyas armas ostenta.[4]
- Lavadero sin cubierta, formando un depósito cuadrangular a ras de suelo.[8]
- Juego de bolos, instalación cubierta para la práctica del tradicional juego de bolos en la modalidad de palma de cuatro de la Llanada o "alavesa". Se localiza en el sector central del caserío, junto al actual centro social -antigua escuela-.[9]
- Fuente vieja, punto para el abastecimiento público de agua potable utilizada durante décadas por la vecindad de Arangiz. Localizada fuera del casco poblacional, al Oeste del mismo y a una distancia que sobrepasa los cuatrocientos metros.[10]

### Patrimonio inmaterial
- Las fiestas patronales se celebran el fin de semana cercano al 29 de junio, San Pedro.[11]